# Montchaude
Montchaude is een plaats en voormalige gemeente in het Franse departement Charente (regio Nouvelle-Aquitaine) en telt 515 inwoners (1999). De plaats maakt deel uit van het arrondissement Cognac. Montchaude is op 1 januari 2016 gefuseerd met Lamérac tot de gemeente Montmérac.

## Geografie
De oppervlakte van Montchaude bedraagt 14,0 km², de bevolkingsdichtheid is 36,8 inwoners per km².
De onderstaande kaart toont de ligging van Montchaude met de belangrijkste infrastructuur en aangrenzende gemeenten.

## Demografie
Onderstaande figuur toont het verloop van het inwonertal (bron: INSEE-tellingen).